# Solidus (diagramme de phases)
Pour les articles homonymes, voir Solidus.

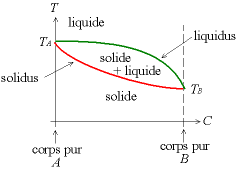
Diagramme de phase binaire, à pression constante, pour deux corps purs présentant une miscibilité complète.

Le solidus du diagramme de phase d'un matériau sépare le domaine où le matériau est (à l'équilibre) entièrement solide de celui où coexistent solide et liquide. À température croissante, croiser le solidus revient à initier la fusion partielle (apparition des premières gouttes de liquide) ; à température décroissante, cela revient à terminer la solidification (disparition des dernières gouttes). La notion de solidus est utilisée en chimie, en métallurgie et en pétrologie.
Le solidus est une ligne dans un diagramme binaire, une surface dans un diagramme ternaire, etc. C'est le graphe d'une fonction :
{\displaystyle T_{\mathrm {S} }=f(P,{\vec {x}})}
où {\displaystyle T_{\mathrm {S} }} désigne la température du solidus, {\displaystyle P} la pression et {\displaystyle {\vec {x}}} la composition du matériau. On dit parfois simplement solidus au lieu de température du solidus.